# 国際農業開発基金
国際農業開発基金（こくさいのうぎょうかいはつききん、英: International Fund for Agricultural Development、IFAD）は、国連の専門機関の一つであり、国際金融機関でもある。1974年にローマで開かれた世界食糧会議で設置が議決され、1977年に発足。発展途上国での農業生産拡大のための融資を行うことを目的としている。本部はローマに置かれ、加盟国は178か国（2024年5月現在）。2021年11月、アジア初の連絡事務所として、横浜市みなとみらいの横浜国際協力センター（パシフィコ横浜）内に日本連絡事務所を開設した。

## 概要
農村における貧困削減と食料安全保障を目標とし、農村開発事業に必要な資金の融資を実施している。1978 年以来、開発途上国のプロジェクトに資金を提供するために、240 億米ドルを超える低利融資と補助金を提供してきた。その活動資金は、加盟国からの資金拠出によって賄われており近年は3年ごとの間隔で増資を行い、2021年に成立した2022年-2024年の第12次増資（IFAD12）の事業総額は38億米ドルとなった。

## 組織

### 総務会
各加盟国から任命された総務と総務代理によって構成される、IFADの最高意思決定機関。1977年12月に第1回総務会が開催され、1997年の第20回総務会からは毎年2月に開催されており、総裁の指名や事業に関する方針、政策などの決定を行う。日本は、総務を駐イタリア大使、総務代理を財務省大臣官房審議官がそれぞれ務める。

### 理事会
理事会は、総務会が選出した18の理事国及び18以下の代理理事国によって構成される（ともに任期は3年）。年3回開催され（4月、9月、12月）、融資など個々の事業についての審議と承認を行う。

### 総裁
総裁は、総務会で3分の2以上の多数による議決で任命される。任期は4年で、再任は1期のみ可能。歴代総裁は以下の通り。
| 氏名                                               | 国籍           | 任期            |
| -------------------------------------------------- | -------------- | --------------- |
| アブドゥルムフスィン・ムハンマド・アッ＝スデイリー | サウジアラビア | 1977年 - 1984年 |
| イドリース・アル＝ジャザイリー                     | アルジェリア   | 1984年 - 1993年 |
| ファウズィ・アッ＝スルターン                       | クウェート     | 1993年 - 2001年 |
| レンナート・ボーゲ                                 | スウェーデン   | 2001年 - 2009年 |
| カナヨ・F・ヌワンゼ                                | ナイジェリア   | 2009年 - 2017年 |
| ジルベール・ウングボ                               | トーゴ         | 2017年 - 2022年 |
| アルバロ・ラリオ                                   | スペイン       | 2022年 -        |

- 第2代 イドリース・アル＝ジャザイリー
- 第4代 レンナート・ボーゲ（右）
- 第5代 カナヨ・F・ヌワンゼ
- 第6代 ジルベール・ウングボ
- 第7代 アルバロ・ラリオ